# Agathodaimon talánya
Agathodaimon talánya, a 4. századból származó, a kései ókorban igen gyakran emlegetett mondóka, amelyre a válasz valamilyen titkos név, esetleg varázsszó. Görög nyelven íródott, hozzávetőleges fordítása:
Kilenc betűből állok; négy szótagú vagyok. Most találj ki!

Jegyezd meg: az első három szótag közül mindegyiknek két betűje van,

a negyediknek viszont három. Öt betű mássalhangzó.

Add össze a számokat - és kapsz kétszer nyolcszázat

meg háromszor harmincat és hetet. Ha megismerted

immár a lényemet, akkor az isteni bölcsességben részesülsz.

Agathodaimon görög jelentése: jó szellem, az alexandriai szövegekben igen gyakran emlegetett, talán mitikus személy, Hermész Triszmegisztoszhoz hasonló. Gyakran azonosították Széthtel is. A talány ma ismert formáját az Oraculina Sibyllina tartotta fenn, eredeti megfejtése azonban mindmáig ismeretlen, egyrészt egyetlen görög szó sem felel meg meggyőzően a feladványban szabott feltételeknek, másrészt a hellenisztikus mágia tárgykörében sem találtak megfelelő kifejezést.